# Sound Island
Sound Island är en ö i Kanada.   Den ligger i provinsen Newfoundland och Labrador, i den östra delen av landet, 1 700 km öster om huvudstaden Ottawa. Arean är 18,9 kvadratkilometer.
Terrängen på Sound Island är platt. Öns högsta punkt är 135 meter över havet. Den sträcker sig 6,9 kilometer i nord-sydlig riktning, och 4,6 kilometer i öst-västlig riktning.